# Iltärna
Iltärna (Thalasseus bengalensis) är en havsfågel i familjen måsfåglar.

## Utseende och läten
Iltärnan liknar kentsk tärna (Thalasseus sandvicensis) i både dräkt och storlek, men skiljer sig med sin orangefärgade näbb som är lite kortare och tjockare vid basen. Dessutom är ovansidan en aning mörkare grå, liksom övergump och stjärtmitt. Från i dräkten likartade kungstärnan skiljer den sig även på storlek, smalare näbb, längre vingar, lättare flykt och mer kluven stjärt. Flyktlätet är likt kentsk tärna, ett gnissligt "kerrick".

## Utbredning och systematik

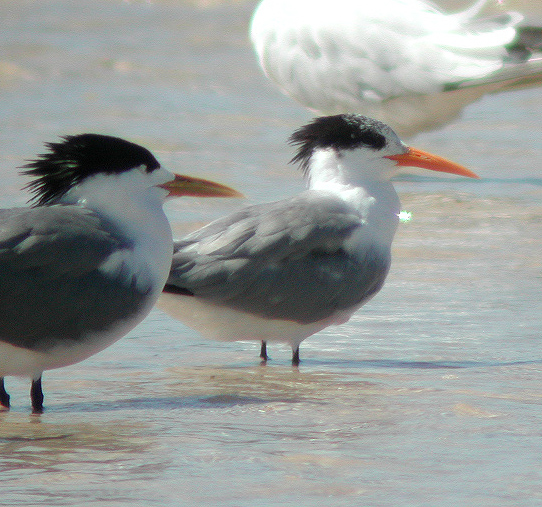
Ilträna till höger och den närbesläktade tofstärnan till vänster.

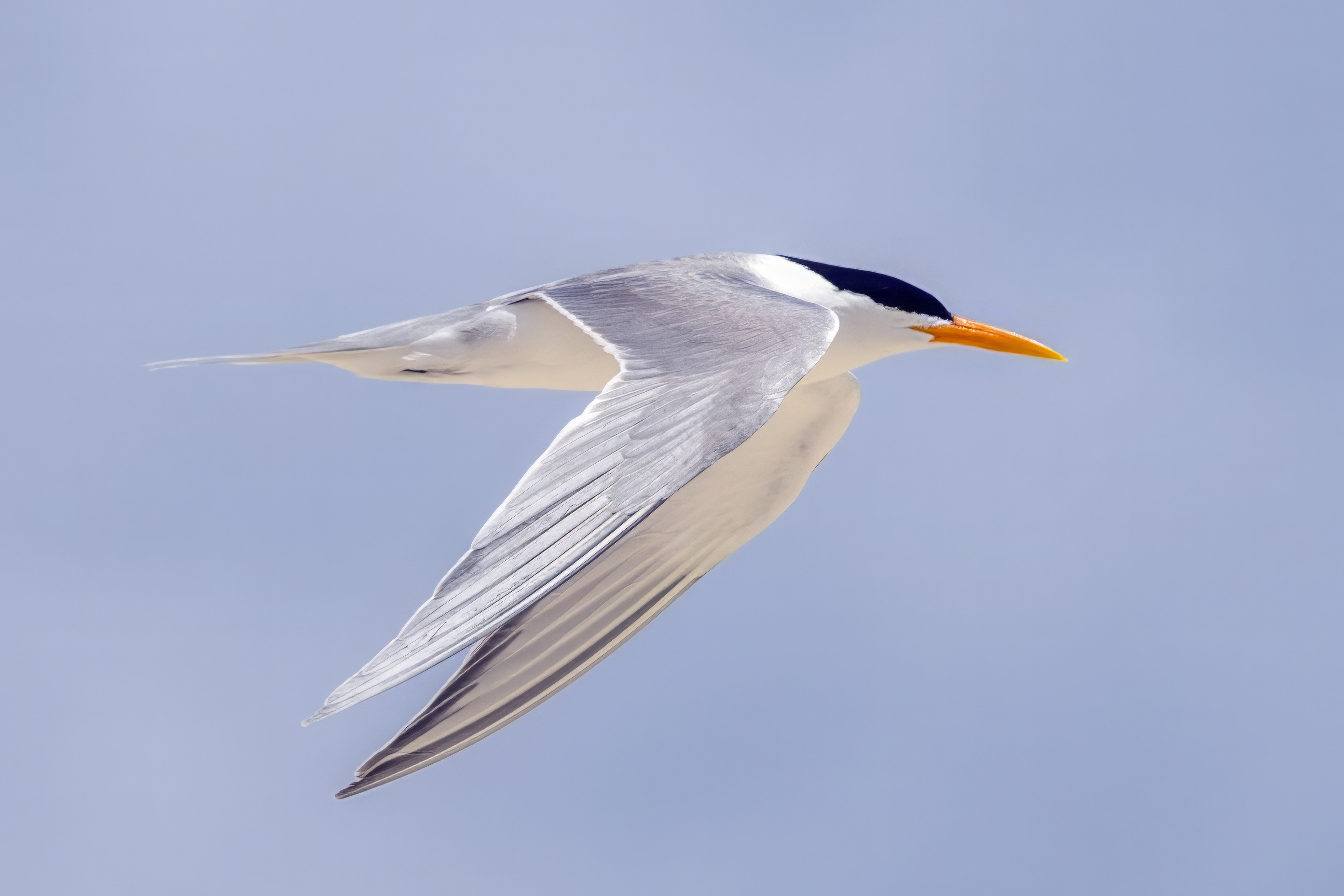
Adult iltärna i häckningsdräkt vid Stora barriärrevet.

Iltärnan delas upp i tre underarter med följande utbredning:
- Thalasseus bengalensis emigratus Neumann, 1934 – häckar i Libyen och övervintrar utanför Västafrikas kuster.
- Thalasseus bengalensis bengalensis – häckar vid Röda havet, i Pakistan, på Laccadiverna och Maldiverna. Den övervintrar i södra Afrika.
- Thalasseus bengalensis torresii Gould, 1831 – häckar vid Persiska viken och vidare från Sulawesi till Nya Guinea och norra Australien.

Ibland har populationen i Röda havet beskrivits som den egna underarten par medan vissa auktoriteter istället slagit samman torresii och emigrata.
Arten har häckat några tillfällen i Italien och Spanien. I England uppehöll sig en individ i en koloni med kentsk tärna 1984-1997 och blandhäckade.

### Släktestillhörighet
Arten beskrevs första gången 1831 av René Primevère Lesson som Sterna bengalensis och fördes länge till släktet Sterna men studier av mitokondriellt DNA (Bridge et al., 2005) indikerar att de tre typiska huvudmönstren som tärnor uppvisar (ingen svart hjässa, svart hjässa och svart hjässa med vit panna) översensstämmer med tre distinkta klader. Utifrån dessa resultat föreslogs iltärnan, tillsammans med bland andra kentsk tärna och tofstärna, att flyttas till släktet Thalasseus, ett släkte som beskrevs redan 1822 av Heinrich Boie. 

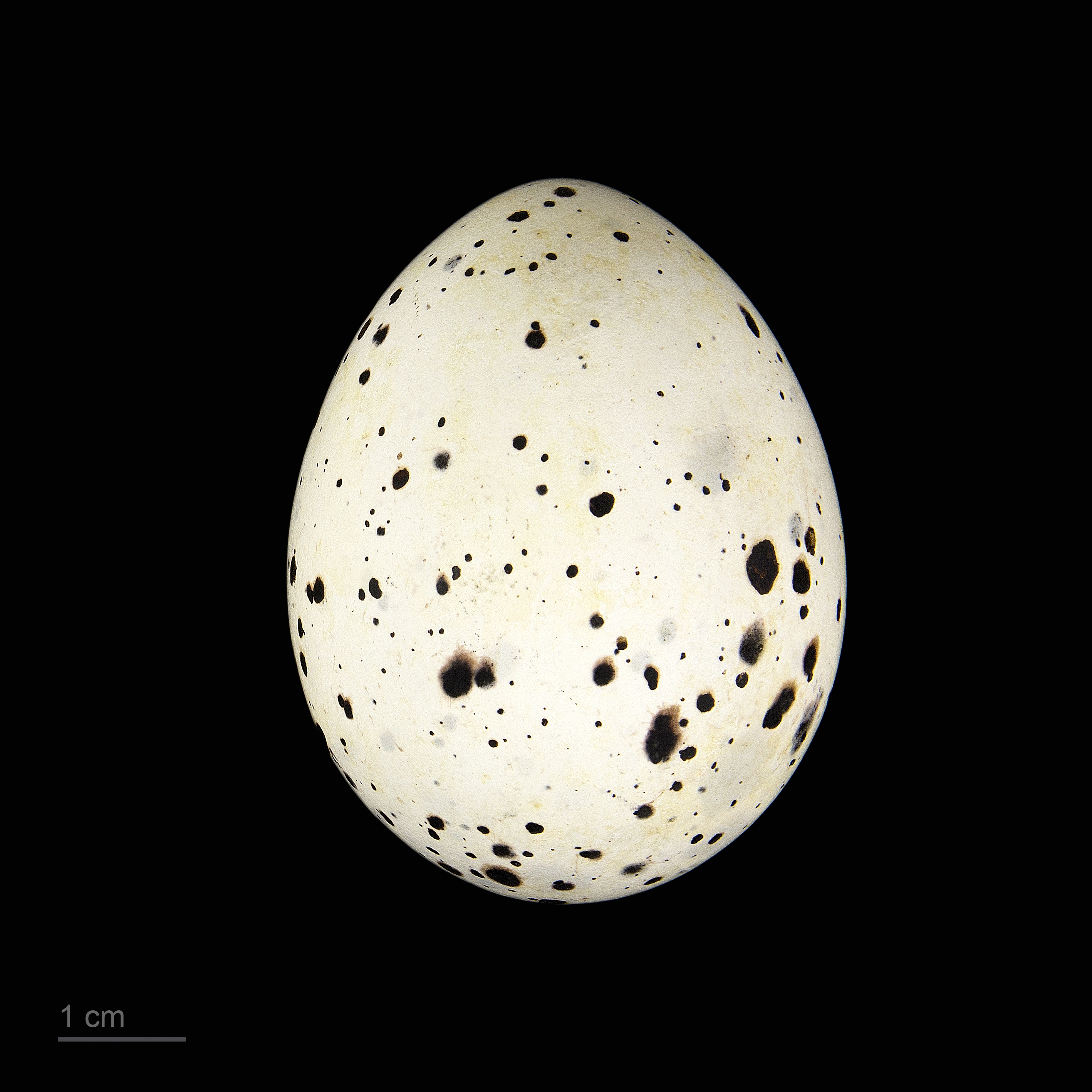
Ägg av iltärna.

## Häckning
Iltärnan häckar i kolonier på öar och utmed kuster. Boet som placeras direkt på marken består av en uppskrapad grop  och den lägger vanligtvis ett ägg, men två förekommer. Båda föräldrarna ruvar äggen i 21-26 dagar. Ungen tas sedan om hand av honan och blir flygg efter 32-35 dagar.

## Status och hot
Arten har ett stort utbredningsområde och en stor population med stabil utveckling. Utifrån dessa kriterier kategoriserar IUCN arten som livskraftig (LC).